# 波氏芭娜蛛
波氏芭娜蛛（学名：Parasyrisca potanini）为平腹蛛科芭娜蛛属的动物。在中国大陆，分布于青海等地。该物种的模式产地在青海。